# Greg Egan
Greg Egan (n. 20 august 1961 la Perth) este un scriitor australian de science fiction.
Egan este un specialist al povestirilor hard science fiction care tratează matematica și metafizica cuantică și natura conștiinței. Alte teme includ genetica, realitatea simulată, post-umanismul, transferul mental, sexualitatea, inteligența artificială și superioritatea raționalismului asupra religiei. A câștigat premiul Hugo (având alte opt lucrări pe lista nominalizărilor) și premiul memorial John W. Campbell pentru cel mai bun roman. Unele dintre primele povestiri conțin elemente horror, deși datorită lucrărilor mult mai populare de science fiction este cunoscut în cadrul genului pentru tendința de a se ocupa în mod profund de probleme complexe, de înaltă tehnologie (incluzând elemente de fizică modernă și epistemologie).
Povestirile lui Egan au fost publicate în diverse reviste, având apariții regulate în Interzone și Asimov's Science Fiction.
Egan a obținut diploma în matematică la University of Western Australia, locuiește în Perth și este vegetarian. Până în 1992 a lucrat ca programator.
Egan este faimos în ceea ce privește aparițiile publice: nu participă la convențiile science fiction, nu semnează cărți și nu există fotografii cu el disponibile pe web.

### Romane
- 1983: An Unusual Angle ISBN: 0-909106-12-6
- 1992: Quarantine ISBN: 0-7126-9870-1

ro. Carantina (Traducere Mihai-Dan Pavelescu) - Editura Teora 1997, ISBN 9-73601-466-3 și Editura Nemira 2007, ISBN 978-973-569-957-4
- 1994: Permutation City ISBN: 1-85798-174-X
- 1995: Distress ISBN: 1-85798-286-X

ro. Distres (Traducere Mihai-Dan Pavelescu) - Editura Teora 1997, ISBN 9-73601-576-9
- 1997: Diaspora ISBN: 1-85798-438-2
- 1999: Teranesia ISBN: 0-575-06854-X
- 2002: Schild's Ladder ISBN: 0-575-07068-4

ro. Scara lui Schild (Traducere Mihai-Dan Pavelescu) - Editura Nemira 2007, ISBN 978-973-143-088-1
- 2008: Incandescence ISBN: 1-59780-128-3
- 2010: Zendegi ISBN: 978-1-59780-174-4
- 2011: Orthogonal: The Clockwork Rocket
- 2012: Orthogonal: The Eternal Flame
- 2013: Orthogonal: The Arrows of Time
- 2017: Dichronauts ISBN: 1-59780-892-X
- 2021: The Book of All Skies ISBN: 978-1-922240-38-5
- 2023: Scale ISBN: 978-1-922240-44-6
- 2024: Morphotrophic

### Culegeri de povestiri
- 1995: Axiomatic

ro. Axiomatic (Traducere Mihai-Dan Pavelescu și Florin Pîtea) - Editura Teora 1999, ISBN 9-73200-064-3
- 1995: Our Lady of Chernobyl

- 1998: Luminous

ro. Luminescent (Traducere Mihai-Dan Pavelescu) - Editura Teora 2000, ISBN 973-601-666-8
- 2008: Dark Integers and Other Stories

- 2009: Crystal Nights and Other Stories

- 2009: Oceanic

### Povestiri

#### Povestiri cuprinse înAxiomatic
- The Infinite Assassin
- The Hundred Light-Year Diary
- Eugene
- The Caress
- Blood Sisters
- Axiomatic
- The Safe-Deposit Box
- Seeing
- A Kidnapping
- Learning to Be Me
- The Moat
- The Walk
- The Cutie
- Into Darkness
- Appropriate Love
- The Moral Virologist
- Closer
- Unstable Orbits in the Space of Lies

#### Povestiri cuprinse înOur Lady Of Chernobyl
- Chaff
- Beyond the Whistle Test
- Transition Dreams
- Our Lady of Chernobyl

#### Povestiri cuprinse înLuminous
- Chaff
- Mitochondrial Eve
- Luminous
- Mister Volition
- Cocoon
- Transition Dreams
- Silver Fire
- Reasons to Be Cheerful
- Our Lady of Chernobyl
- The Planck Dive

#### Povestiri cuprinse înDark Integers and Other Stories
- Luminous
- Riding the Crocodile
- Dark Integers
- Glory
- Oceanic

#### Povestiri cuprinse înCrystal Nights and Other Stories
- Lost Continent
- Crystal Nights
- Steve Fever
- TAP
- Induction
- Singleton
- Oracle
- Border Guards
- Hot Rock

#### Povestiri cuprinse înOceanic
- Lost Continent
- Dark Integers
- Crystal Nights
- Steve Fever
- Induction
- Singleton
- Oracle
- Border Guards
- Riding the Crocodile
- Glory
- Hot Rock
- Oceanic

#### Alte povestiri
- Only Connect
- Yeyuka
- Worthless
- Mind Vampires
- Neighbourhood Watch
- Wang's Carpets
- Reification Highway
- Dust
- Before
- Fidelity
- The Demon's Passage
- In Numbers
- The Vat
- The Extra
- Beyond the Whistle Test
- Scatter My Ashes
- Tangled Up
- The Way She Smiles, The Things She Says
- Artifact
- Break My Fall inclus în Reach for Infinity (2014)[13]

#### Lucrări academice
- Asymptotics of 10j Symbols de John Baez, Dan Christensen și Greg Egan

## Premii
- Permutation City - Premiul John W. Campbell Memorial (1995)
- Oceanic - premiul Hugo, premiul Locus, premiul Asimov's Readers (1998)

Egan a câștigat de mai multe ori premiul Seiun.
În anul 2000, Egan a fost nominalizat la premiul Ditmar pentru cel mai bun roman cu Teranesia, dar a refuzat trofeul. Egan a încercat anterior să-și retragă toate lucrările „în viitorul nedeterminat” din luarea în considerare a Premiilor Ditmar, pentru a-și da o mai mare libertate de a-și exprima opiniile cu privire la procesul de premiere.

## Legâturi externe
- - Site oficial (O parte din povestiri sunt disponibile online)
- Pagina revistei Ficțiuni Arhivat în 17 martie 2007, la Wayback Machine.
- Cosmologie subiectivă - Un interviu cu Greg Egan Arhivat în 9 aprilie 2007, la Wayback Machine.